# پاسکال فران
پاسکال فران (فرانسوی: Pascale Ferran‎؛ زادهٔ ۱۷ آوریل ۱۹۶۰) یک کارگردان، و فیلم‌نامه‌نویس اهل فرانسه است. وی از سال ۱۹۸۳ میلادی تاکنون مشغول فعالیت بوده است. از فیلم‌های او می‌توان از کنار آمدن با مردگان نام برد.